# Iwan Mielnik
Iwan Aleksandrowicz Mielnik (ros. Иван Александрович Мельник, 1914–1976) – radziecki dyplomata.
Od 1939 należał do WKP(b), 1949 ukończył Wyższą Szkołę Partyjną przy KC WKP(b), od sierpnia 1952 do 1953 był II sekretarzem Komitetu Obwodowego WKP(b)/KPZR w Mołotowie (obecnie Perm), 1953-1954 zastępcą kierownika Wydziału IV Europejskiego Ministerstwa Spraw Zagranicznych ZSRR. W 1954 radca Ambasady ZSRR w PRL, od 16 maja 1956 do 28 czerwca 1961 ambasador nadzwyczajny i pełnomocny ZSRR w Luksemburgu, następnie do grudnia 1962 radca Wydziału I Afrykańskiego MSZ ZSRR. Od 26 grudnia 1962 do 28 grudnia 1965 ambasador nadzwyczajny i pełnomocny ZSRR w Mali, od 15 czerwca 1968 do 19 lipca 1972 ambasador nadzwyczajny i pełnomocny ZSRR w Kamerunie.